# 旅に出よう、滅びゆく世界の果てまで。
『旅に出よう、滅びゆく世界の果てまで。』（たびにでよう、ほろびゆくせかいのはてまで。）は、萬屋直人による日本のライトノベル。イラストは方密が担当している。電撃文庫（メディアワークス、現・アスキー・メディアワークス）より2008年3月から既刊1巻が刊行されている。

## あらすじ
喪失症が蔓延し、少しずつ記憶と記録が失われる世界。少年と少女は、一台のスーパーカブで旅をする。はるか遠い世界の果てを目指して――。
少年と少女の旅の日々を描く。

## 喪失症
「そうしつしょう」と読む。この作品の舞台となる世界で蔓延している架空の病気。といっても、厳密な意味での病気ではないようだ。
原因、発症条件、治療法などはすべて不明。
喪失症の症状は段階的に表れる。これらの症状の進行には大幅な個人差があり、突然急速に進行したり逆にある段階で止まったりすることもある。
1.名前の喪失
最初の症状として、発症者の名前を誰ひとりとして思い出せなくなる。これは本人も例外ではなく、また紙などに書かれた名前に関しても、その部分が白紙化することで失われる。ただし、失われる名前は本名だけであり、「取締役」「秘書」といった役職や、「姫」などといったあだ名は失われない。
この症状は薬、都市などの無機物にも発症する。そのため、この世界の道路標識は地名が消えたものがほとんどである。無機物に発症した場合、この先の段階に進むことはない。
2.顔の喪失
発症者の顔を映した写真、絵画が白紙になり、さらに誰も発症者の顔を思い出せなくなる。
3.色の喪失
発症者の体から色がなくなる。最初は色白程度だが、最終的には白黒映画のような完全なモノクロとなる。
4.影の喪失
光が発症者を透過するようになり、影がなくなる。
5.存在の喪失
発症者は最後に存在を失い、この世から消える。その際、その人が残した文章や絵、その人に関する記述やデータなど、その人の痕跡がすべてこの世から消え、残るものはその人のそばにいた人たちの記憶のみであり、それさえも顔や名前が思い出せない希薄なものである。
ただし、人間の存在の喪失とともに消えるものは、確実にその人と関連があるとわかるものであり、「誰が誰について書いたのかわからない文章」などは消えない。

## 登場人物

### 少年と少女
スーパーカブに乗って旅を続けるこの作品の主人公達。両者共に喪失症にかかっているが、症状としてはまだ軽い。旅を始めて3ヶ月になる。互いに思いを寄せているが、それ以上の進展がなく未だに友達以上恋人未満といった関係。首都から北へ旅をはじめ、北にある島（描写等から北海道だと思われる）を旅していたが、先生の提案により能登半島へと進路を変えた。
少年
スーパーカブの運転手兼整備係。
少女のブレーキ役として、基本的に温厚。だがその気になれば、人の弱みを刺激することも躊躇しない。
喪失症で家族を失い消沈していた所に少女から旅をもちかけられ、二人で旅を始めた。
少女
道中においては料理を担当する。
あまり深く考えて行動する方ではない。途中で本来の目的を忘れることも多く、食べすぎや飲みすぎでダウンすることもしばしば。
寝つきは早いが低血圧なので朝に弱い。寝相も悪い。

### 道中で出会った人々
第1章　夢
取締役
若くしてある大企業の取締役社長だったが、喪失症にかかったのを機に仕事をやめて、北の島であこがれていた農作業をしている。
喪失症がかなり進行しており、イチゴが実る来年の5月まで、もたないのではないかと少年と少女は危惧している。
秘書
仕事を放り投げた取締役を追って、彼と共に農作業をしている。取締役に思いを寄せている。
喪失症にかかっているがまだ軽い。
第2章　翼
ボス
仲間達と共に人力グライダーを作りドーバー海峡を渡る偉業を成し遂げようとしていた青年。仲間達が全員喪失症によっていなくなり、夢が挫折。絶望していた時に少年と少女と出会う。少年少女が出会ったときには既に色を完全に喪失しており、喪失症の末期であった。
「ボス」というあだ名を付けたのは少女。
第3章　旅
姫
心臓が弱く、喪失症もかなり進行している。少年と少女と同じ年頃の内気な美少女。
少年と少女の影響により、自身も旅に出る決意をする。
先生
姫の体調を診ている養護教員。少し意地悪な性格をしている。喪失症もまだそれ程進行していない。
姫に誘われて彼女の旅に付き添う事に同意している。
老人達
先生と姫のいる校舎内に住んでいる。
喪失症にはかかっておらず、一様に元気で、少女にちょっかいを出す。

## 既刊一覧
- 旅に出よう、滅びゆく世界の果てまで。 - 2008年3月25日初版発行　ISBN 978-4-8402-4192-2